# بطونق
البطونق (الاسم العلمي:Bettongia) (بالإنجليزية: Bettongs)‏ هو جنس يتبع فصيلة البوطورات من كنغريات الشكل، وهو من الجرابيات الصغيرة التي كانت شائعة في أستراليا.
إنهم مهندسون بيئيون مهمون نزحوا أثناء استعمار القارة، وهم عرضة لعوامل التهديد مثل الحرائق المتغيرة وتطهير الأراضي والزراعة الرعوية والأنواع المفترسة التي تم إدخالها مثل الثعلب والقط.

## التصنيف
هناك أربعة أنواع موجودة معترف فيها حسب موقع أنواع الثدييات في العالم (2005):
- البطونق الشرقي أو بطونق جايمارد أو بطونق تسمانيا
- بطونق الجحور أو البودي أو كنغر الجرذ الليسوري
- بطونق مكنسي الذيل أو الوويلي
- البطونق الشمالي أو البطونق الاستوائي[3]